# Luigi Tarantino

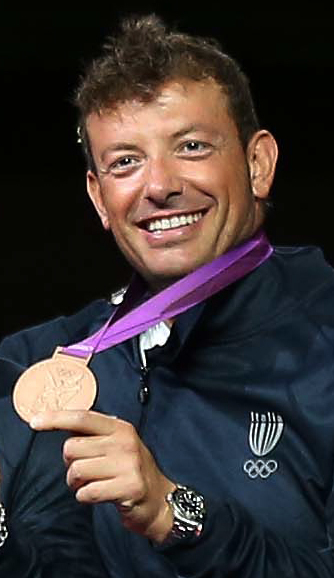
Luigi Tarantino

Luigi Tarantino, född den 10 november 1972 i Neapel, Italien, är en italiensk fäktare som bland annat tog OS-brons i herrarnas lagtävling i sabel i samband med de olympiska fäktningstävlingarna 2012 i London.